# Stor-Digerlemmen
Stor-Digerlemmen är en sjö i Ragunda kommun i Jämtland och ingår i Indalsälvens huvudavrinningsområde. Sjön har en area på 0,817 kvadratkilometer och ligger 378,1 meter över havet. Sjön avvattnas av vattendraget Skavån.

## Delavrinningsområde
Stor-Digerlemmen ingår i det delavrinningsområde (697646-153982) som SMHI kallar för Mynnar i Kvarnån. Medelhöjden är 330 meter över havet och ytan är 35,03 kvadratkilometer. Det finns inga avrinningsområden uppströms utan avrinningsområdet är högsta punkten. Skavån som avvattnar avrinningsområdet har biflödesordning 3, vilket innebär att vattnet flödar genom totalt 3 vattendrag innan det når havet efter 76 kilometer. Avrinningsområdet består mestadels av skog (80 procent). Avrinningsområdet har 1,08 kvadratkilometer vattenytor vilket ger det en sjöprocent på 3,1 procent.